# Державний арбітраж СРСР
Арбітраж — узагальнювальне найменування державних квазісудових органів, що існували в СРСР і радянських республіках у період з 1931 по 1991 роки і здійснювали розгляд майнових спорів між організаціями, підприємствами і установами радянського соціалістичного господарства. Залежно від підпорядкованості органи арбітражу були представлені системою державного і відомчого арбітражу. З червня 1991 року в Україні радянський арбітраж був замінений системою арбітражних судів.

## Історія
До революції 1917 року господарські спори між організаціями в Російській імперії розглядалися комерційними судами. Одеський комерційний суд був заснований у 1807 році. Пізніше такі суди були створені у Феодосії (1819 р.) та в Ізмаїлі (1824 р.).
Імператором Миколою І 14 травня 1832 р. був виданий іменний указ про створення комерційних судів. Проведена у 1864 р. в Російській імперії судова реформа їх майже не торкнулася.
На Лівобережній Україні також існували арбітражні комісії або, як їх називали, біржові суди.
Декретом більшовиків про суд комерційні суди були скасовані. Надалі спори між господарюючими суб'єктами розглядалися в адміністративному порядку, тобто без участі самостійних судових органів .
21 вересня 1922 року затверджене Положення про порядок вирішення майнових спорів між державними установами та підприємствами. Згідно з цим Положенням були створені арбітражні комісії центрального підпорядкування (при Раді Праці і Оборони — Арбітражна комісія при РПО) і місцевого — при обласних економічних нарадах.
У 1924 році формування системи арбітражних комісій як спеціальних органів, створених для розгляду майнових спорів між державними і кооперативними підприємствами й організаціями, загалом завершилася. В окремих наркоматах і деяких інших відомствах діяли свої арбітражні комісії для вирішення майнових суперечок між підприємствами і установами одного і того ж відомства, що отримали назву відомчих арбітражних комісій.
3 травня 1931 року Постановою Всеросійського центрального виконавчого комітету і Ради народних комісарів СРСР в системі державного управління була заснована структура інстанцій державного арбітражу.
Арбітраж поєднував у собі управлінські та судові функції. Подібний суд існував у двох формах: відомчий і державний. У державному арбітражі розглядалися суперечки організацій і підприємств за характером адміністративного підпорядкування, у відомчому — підпорядкування конкретному відомству.
Незважаючи на наявність функцій із вирішення спорів, арбітражі не були незалежними судовими органами і створювалися при органах виконавчої влади — Раді Міністрів СРСР, Радах Міністрів союзних республік, Радах Міністрів автономних республік і виконкомах крайових, обласних і прирівняних до них Рад народних депутатів.
При ухваленні рішень арбітражі керувалися не тільки правовими нормами, але й доцільністю.
Із прийняттям постанови Ради Міністрів СРСР від 15 березня 1953 р. № 768 «Про Державний арбітраж при Раді Міністрів СРСР» Державний арбітраж був переданий до складу Міністерства юстиції СРСР.
Ще однією постановою Ради Міністрів СРСР від 10 червня 1954 р. № 1153 він був повернутий в підпорядкування безпосередньо Раді Міністрів СРСР.
23 липня 1959 року Рада Міністрів СРСР прийняла постанову № 824 «Про поліпшення роботи Державного арбітражу», доручивши Держарбітражу активний вплив на підприємства, організації та установи в питаннях поліпшення їх роботи, виконання господарських планів і зміцнення госпрозрахунку. Була обговорена процедура подачі скарг, яка зобов'язує позивача пред'явити претензію іншій стороні і вжити необхідних заходів щодо врегулювання виниклих спорів.
Постановою Ради Міністрів СРСР від 17 серпня 1960 р. № 892 було затверджено Положення про Державний арбітраж при Раді Міністрів СРСР, що стало основою для аналогічних положень усіх союзних республік у 1960—1961 рр.
До 1974 року в органах арбітражу не існувало системи підпорядкованості нижчих органів вищим.
17 січня 1974 р. на підставі Положення про Держарбітражі при Раді Міністрів, Держарбітраж СРСР був реорганізований у союзно-республіканський орган управління.
Конституційні засади діяльності органів державного арбітражу були закладені в Конституції СРСР 1977 року, де стаття 163 передбачала вирішення господарських спорів між підприємствами, установами та організаціями органами державного арбітражу в межах їх компетенції відповідно до закону про державний арбітраж у СРСР. Цей закон Верховна Рада СРСР ухвалила 30 листопада 1979 р., а з 1 липня 1980 р. він почав діяти.
В Українській РСР 4 червня 1991 року прийнятий Закон «Про арбітражний суд», відповідно до якого органи державного арбітражу республіки були реорганізовані в систему арбітражних судів.

## Головні арбітри

### СРСР

#### Голови арбітражної комісії приРПОСРСР
- 1923—1928 — Лебедєв Петро Олександрович
- 1929—1931 — Овсянников Микола Миколайович

#### Головні арбітри СРСР
- 1931—1933 — Шмідт Василь Володимирович
- 1933 — Уншліхт Йосип Станіславович
- 1933—1939 — Голощокін Філіп Ісаєвич
- 1939—1949 — Можейко Всеволод Миколайович
- 1949—1959 — Баранов Ілля Юхимович
- 1960—1987 — Анісімов Євген Васильович
- 1987 — Найдьонов Віктор Васильович
- 1987—1989 — Мальшаков Микола Петрович
- 1989—1990 — Матвєєв Юрій Геннадійович
- 1990—1991 — Яковлєв Веніамін Федорович

#### Головні арбітри УРСР
| Прізвище, ім'я, по-батькові | Остання посада                                                 | Звання                                                                                                | Рік початку повноважень | Рік закінчення повноважень |
| --------------------------- | -------------------------------------------------------------- | --- | ----------------------- | -------------------------- |
| Красноступ Іван Якович      | Головний державний арбітр УРСР                                 | | 1931                    | 1967                       |
| Корчак Іван Іванович        | Голова Державного арбітражу при Раді Міністрів Української РСР | заслужений юрист Української РСР                                                                      | 1967                    | 1987                       |
| Матвєєв Юрій Геннадійович   | Голова Державного арбітражу Української РСР                    | доктор юридичних наук, професор                                                                       | 1987                    | 1989                       |
| Притика Дмитро Микитович    | Голова Вищого арбітражного суду України                        | доктор юридичних наук, заслужений юрист України, академік Національної академії правових наук України | 1989                    | 2006                       |